# Gyrolepis
Genre
Gyrolepis est un genre éteint de poissons osseux qui ont vécu lors du Trias moyen au Trias supérieur.

## Systématique
Le genre Gyrolepis a été créé en 1843 par le zoologiste américain Louis Agassiz (1807-1873),.

## Liste d'espèces
Selon Paleobiology Database (18 mai 2022) :
- † Gyrolepis albertii Agassiz, 1834
- † Gyrolepis biplicatus Münster, 1841
- † Gyrolepis giganteus Agassiz, 1835
- † Gyrolepis ornatus Giebel, 1848
- † Gyrolepis quenstedti Dames, 1888
- † Gyrolepis rankinii Agassiz, 1844

## Galerie

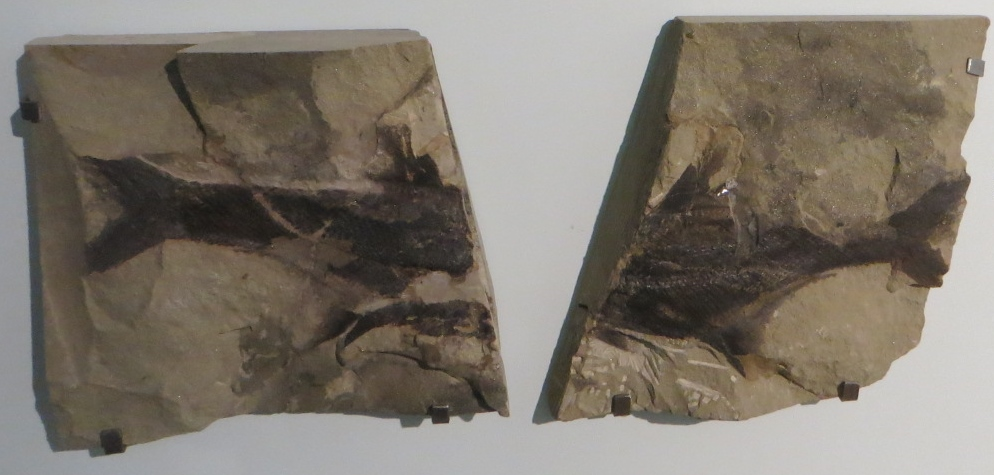
Fossile de Gyrolepis quenstedti.

## Publication originale
- Louis Agassiz, Recherches sur les poissons fossiles, t. 2, Neuchâtel, Petitierre, 1843, 336 p. (lire en ligne), p. 172-176.